# Ныч, Казимеж
Казимеж Ныч (пол. Kazimierz Nycz; род. 1 февраля 1950, Стара-Весь, Польша) — польский кардинал. Вспомогательный епископ Кракова и титулярный епископ Вилла Регис с 14 мая 1988 по 9 июня 2004. Епископ Кошалина-Колобжега с 9 июня 2004 по 3 марта 2007. Архиепископ Варшавы с 3 марта 2007 по 4 ноября 2024. Ординарий для верующих восточного обряда с 9 июня 2007 по 8 марта 2025. Кардинал-священник с титулом церкви Санти-Сильвестро-э-Мартино-ай-Монти с 20 ноября 2010.